# Marnay (Alt Saona)
Marnay és un municipi francès situat al departament de l'Alt Saona i a la regió de Borgonya - Franc Comtat. L'any 2007 tenia 1.433 habitants.

## Demografia

### Població
El 2007 la població de fet de Marnay era de 1.433 persones. Hi havia 603 famílies, de les quals 186 eren unipersonals (73 homes vivint sols i 113 dones vivint soles), 166 parelles sense fills, 194 parelles amb fills i 57 famílies monoparentals amb fills.
La població ha evolucionat segons el següent gràfic:
Habitants censats

### Habitatges
El 2007 hi havia 686 habitatges, 614 eren l'habitatge principal de la família, 27 eren segones residències i 46 estaven desocupats. 487 eren cases i 182 eren apartaments. Dels 614 habitatges principals, 367 estaven ocupats pels seus propietaris, 222 estaven llogats i ocupats pels llogaters i 25 estaven cedits a títol gratuït; 24 tenien una cambra, 38 en tenien dues, 101 en tenien tres, 182 en tenien quatre i 267 en tenien cinc o més. 433 habitatges disposaven pel capbaix d'una plaça de pàrquing. A 284 habitatges hi havia un automòbil i a 247 n'hi havia dos o més.

### Piràmide de població
La piràmide de població per edats i sexe el 2009 era:
| Homes | Edats   | Dones |
| ----- | ------- | ----- |
| 0     | 95 o +  | 0     |
| 0     | 90 a 94 | 12    |
| 4     | 85 a 89 | 12    |
| 8     | 80 a 84 | 16    |
| 28    | 75 a 79 | 36    |
| 20    | 70 a 74 | 28    |
| 40    | 65 a 69 | 28    |
| 24    | 60 a 64 | 32    |
| 20    | 55 a 59 | 40    |
| 32    | 50 a 54 | 20    |
| 40    | 45 a 49 | 40    |
| 40    | 40 a 44 | 28    |
| 48    | 35 a 39 | 64    |
| 64    | 30 a 34 | 56    |
| 60    | 25 a 29 | 76    |
| 40    | 20 a 24 | 28    |
| 56    | 15 a 19 | 36    |
| 52    | 10 a 14 | 16    |
| 56    | 5 a 9   | 32    |
| 48    | 0 a 4   | 28    |

## Economia
El 2007 la població en edat de treballar era de 917 persones, 713 eren actives i 204 eren inactives. De les 713 persones actives 651 estaven ocupades (352 homes i 299 dones) i 61 estaven aturades (25 homes i 36 dones). De les 204 persones inactives 71 estaven jubilades, 67 estaven estudiant i 66 estaven classificades com a «altres inactius».

### Ingressos
El 2009 a Marnay hi havia 604 unitats fiscals que integraven 1.405 persones, la mediana anual d'ingressos fiscals per persona era de 18.474 €.

### Activitats econòmiques
Dels 119 establiments que hi havia el 2007, 4 eren d'empreses alimentàries, 1 d'una empresa de fabricació de material elèctric, 8 d'empreses de fabricació d'altres productes industrials, 15 d'empreses de construcció, 31 d'empreses de comerç i reparació d'automòbils, 9 d'empreses de transport, 5 d'empreses d'hostatgeria i restauració, 1 d'una empresa d'informació i comunicació, 3 d'empreses financeres, 3 d'empreses immobiliàries, 11 d'empreses de serveis, 20 d'entitats de l'administració pública i 8 d'empreses classificades com a «altres activitats de serveis».
Dels 36 establiments de servei als particulars que hi havia el 2009, 1 era una oficina d'administració d'Hisenda pública, 1 gendarmeria, 1 oficina de correu, 2 oficines bancàries, 2 funeràries, 6 tallers de reparació d'automòbils i de material agrícola, 1 taller d'inspecció tècnica de vehicles, 2 autoescoles, 3 paletes, 2 guixaires pintors, 2 fusteries, 3 lampisteries, 1 electricista, 4 perruqueries, 1 veterinari, 3 restaurants i 1 saló de bellesa.
Dels 14 establiments comercials que hi havia el 2009, 1 era un hipermercat, 1 una botiga de més de 120 m², 3 fleques, 1 una peixateria, 2 botigues de roba, 1 una sabateria, 2 drogueries i 3 floristeries.
L'any 2000 a Marnay hi havia 6 explotacions agrícoles.

## Equipaments sanitaris i escolars
L'únic equipament sanitari que hi havia el 2009 era una farmàcia.
El 2009 hi havia 1 escola maternal i 1 escola elemental. Marnay disposava d'un col·legi d'educació secundària amb 412 alumnes.

## Poblacions més properes
El següent diagrama mostra les poblacions més properes.